# اوتومو نو یاکاموچی
اوتومو نو یاکاموچی ((به ژاپنی: 大伴家持 Ōtomo no Yakamochi)؛ زاده ۷۱۸ - درگذشته ۵ اکتبر ۰۷۸۵) یک نویسنده اهل ژاپن در دوره نارا بود.